# Madieae
Madieae és una tribu de la subfamília de les asteròidies (Asteroideae).

## Gèneres
Compta amb els gèneres següents:
| - Achyrachaena - Adenothamnus - Amblyopappus - Anisocarpus - Argyroxiphium - Arnica - Baeriopsis - Blepharipappus - Blepharizonia - Calycadenia - Carlquistia - Centromadia - Constancea - Deinandra - Dubautia - Eatonella - Eriophyllum - Guardiola | - Harmonia - Hemizonella - Hemizonia - Holocarpha - Holozonia - Hulsea - Kyhosia - Lagophylla - Lasthenia - Layia - Madia - Monolopia - Osmadenia - Pseudobahia - Raillardella - Syntrichopappus - Venegasia - Wilkesia |